# Domenico Matera
Domenico Matera (Benevento, 19 maggio 1965) è un politico italiano.

## Biografia
Nato a Benevento, risiede a Bucciano, in provincia di Benevento, dove viene eletto nel 1990 consigliere comunale nelle file della Democrazia Cristiana, con cui entrò in politica. Dal 2008 è sindaco del medesimo comune, venendo riconfermato nel 2013 e nel 2018, mentre nel 2014 viene eletto consigliere provinciale di Benevento.
Iscritto all’Albo degli Avvocati, Matera esercita la professione di segretario comunale dal 1995.
Alle elezioni regionali in Campania del 2020 si è candidato nelle liste di Fratelli d’Italia (FdI), a sostegno della mozione dell'ex presidente Caldoro, risultando non eletto in consiglio regionale nonostante le 6.172 preferenze prese.
Da febbraio 2021 coordinatore provinciale di FdI a Benevento, alle elezioni politiche anticipate del 2022 viene candidato al Senato della Repubblica, tra le sue liste nel collegio plurinominale Campania 2, venendo eletto senatore. Nella XIX legislatura è componente della 4ª Commissione Politiche dell'Unione Europea e presidente del Comitato per la legislazione.
Per la legge di Bilancio 2024 ha presentato un emendamento per riconoscere l'inquadramento dei segretari comunali e provinciali in ruoli di dirigenza.